# 约翰·麦克雷

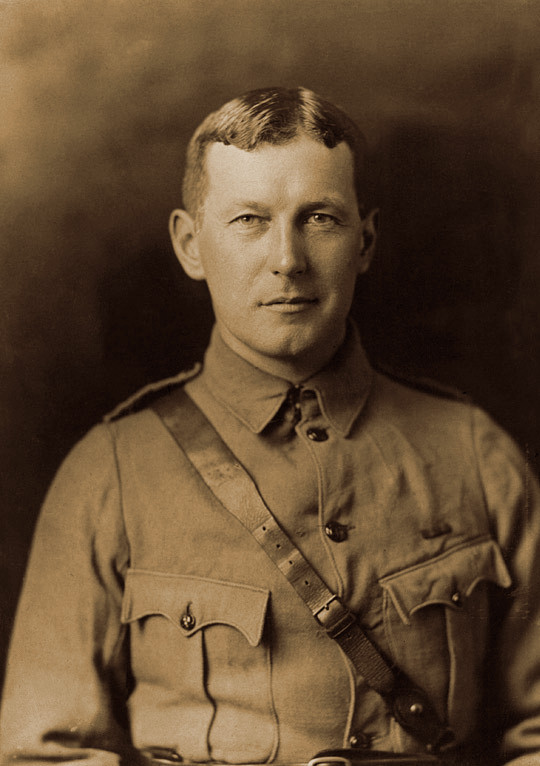
约翰·麦克雷

约翰·麦克雷（1872年11月30日 - 1918年1月2日；英语：John McCrae）加拿大诗人、医生、作家、艺术家。在第一次世界大战期间应征入伍，并于第二次伊普尔战役中的比利时成为了一名外科医生。在目睹年仅22岁的战友Alexis Helmer中尉死后，他创作了《在法蘭德斯戰場》。第一次世界大战快结束时，麦克雷因肺炎去世。